# Canton de Roquefort
Le canton de Roquefort est une ancienne division administrative française située dans le département des Landes et la région Aquitaine. Il a été supprimé par le nouveau découpage cantonal entré en vigueur en 2015.

## Géographie
Ce canton était organisé autour de Roquefort dans l'arrondissement de Mont-de-Marsan. Son altitude variait de 47 m (Arue) à 152 m (Maillas) pour une altitude moyenne de 101 m.

## Administration

### Conseillers généraux de 1833 à 2015
| Période                                  | Période          | Identité                   | Étiquette                      | Qualité |
| ---------------------------------------- | ---------------- | -------------------------- | ------------------------------ | --- |
| 1833                                     | 1855             | Jean-Alphonse de Malartic  |                                | Conseiller d'État et officier de l'ordre royal de la Légion d'Honneur Ancien préfet de la Drôme et des Vosges |
| 1855                                     | 1864             | Henri de Biensans          |                                | Avocat, juge de paix du canton de Roquefort                                                                   |
| 1864                                     | 1876 (démission) | Louis Labarchède           |                                | Maire de Roquefort (1851-1876)                                                                                |
| 1876                                     | 1892 (décès)     | Alcide Gaube               | Bonapartiste puis Nationaliste | Médecin Maire de Roquefort (1876-1878)                                                                        |
| 1892                                     | 1901             | Joseph Albert Dupuy        | Républicain opportuniste       | Médecin Maire de Roquefort (1887-1901)                                                                        |
| 1901                                     | 1904 (démission) | Frédéric Bacon             | Républicain                    | Notaire à Roquefort                                                                                           |
| 1904                                     | 1913             | Raymond Joseph Gaube       | Droite                         | Maire de Roquefort (1913-1919)                                                                                |
| 1913                                     | 1919             | Frédéric Bacon             | Républicain                    | Notaire à Roquefort                                                                                           |
| 1919                                     | 1925             | Maurice Damour             | RG                             | Diplomate Député (1910-1919)                                                                                  |
| 1925                                     | 1931             | François-Georges Pargade   | PRS                            | Notaire à Roquefort                                                                                           |
| 1931                                     | 1940             | Victor Cazenave            | Rad.                           | Négociant Maire de Roquefort (1935-1944) Nommé conseiller départemental en 1943                               |
|                                          |                  |                            |                                | |
| 1945                                     | 1951             | Georges Duluc              | SFIO                           | Cultivateur-résinier à Arue Conseiller municipal de Lencouacq                                                 |
| 1951                                     | 1970             | Georges Lapios (1892-1979) | SFIO                           | Maire de Roquefort (1944-1965)                                                                                |
| 1970                                     | 1988             | Jean Lamothe               | CIR puis PS                    | Médecin Maire de Roquefort (1965-1995) Vice-président du conseil général                                      |
| 1988                                     | 2008             | Jean-Marc Boine            | PS                             | Conducteur de travaux Maire de Sarbazan (1995-2001) Président de la Communauté de Communes (1998-2001)        |
| 2008                                     | 2015             | Guy Bergès                 | SE                             | Entrepreneur retraité, adjoint au maire de Sarbazan                                                           |
| Les données manquantes sont à compléter. |                  |                            |                                | |

### Conseillers d'arrondissement (de 1833 à 1940)
| Période                                  | Période | Identité           | Étiquette           | Qualité |
| ---------------------------------------- | ------- | ------------------ | ------------------- | --- |
| 1833                                     | 1848    | M. Tastet          |                     | Juge de paix, propriétaire à Saint-Gor                                                                      |
|                                          |         |                    |                     | |
|                                          | 1892    | M. Lescouzères     | Bonapartiste        | |
| 1892                                     | 1910    | Paul-Gabriel Lobit | Républicain libéral | Propriétaire à Saint-Justin                                                                                 |
| 1910                                     | 1919    | Louis Pipat        | Radical             | Propriétaire, maire de Roquefort (1901-1913)                                                                |
| 1919                                     | 1928    | Pierre Guilhemsans | Bloc National       | Propriétaire à Saint-Justin                                                                                 |
| 1928                                     | 1940    | Hilaire Laforgue   | Radical             | Propriétaire à Arue                                                                                         |
| 1940                                     |         |                    |                     | Les conseils d'arrondissement ont été suspendus par la loi du 12 octobre 1940 et n'ont jamais été réactivés |
| Les données manquantes sont à compléter. |         |                    |                     | |

## Composition
Le canton de Roquefort groupait treize communes et comptait 7 594 habitants (population municipale au 1er janvier 2007).
| Communes             | Population (2012) | Code postal | Code Insee |
| -------------------- | ----------------- | ----------- | ---------- |
| Arue                 | 299               | 40120       | 40014      |
| Bourriot-Bergonce    | 312               | 40120       | 40053      |
| Cachen               | 216               | 40120       | 40058      |
| Labastide-d'Armagnac | 690               | 40240       | 40131      |
| Lencouacq            | 396               | 40120       | 40149      |
| Maillas              | 114               | 40120       | 40169      |
| Pouydesseaux         | 859               | 40120       | 40234      |
| Retjons              | 331               | 40120       | 40164      |
| Roquefort            | 1 912             | 40120       | 40245      |
| Saint-Gor            | 270               | 40120       | 40262      |
| Saint-Justin         | 873               | 40240       | 40267      |
| Sarbazan             | 1 084             | 40120       | 40288      |
| Vielle-Soubiran      | 238               | 40240       | 40327      |

## Démographie
| 1962  | 1968  | 1975  | 1982  | 1990  | 1999  | 2006  | 2007  | - |
| ----- | ----- | ----- | ----- | ----- | ----- | ----- | ----- | - |
| 7 434 | 8 290 | 7 720 | 7 117 | 7 154 | 7 128 | 7 500 | 7 594 | - |